# Henri Van den Broucke
Henri Van den Broucke (né à Dunkerque le 8 avril 1845 et mort en 1898) est un architecte français. Il est à la fin du XIXe siècle l’auteur des plans de nombreuses maisons de villégiature balnéaire à Pornichet.

## Biographie
Architecte nazairien, Henri Van den Broucke est le père de Julien Van den Broucke, également architecte à Saint-Nazaire et auteur à Pornichet de la villa Ker Yette vers 1905.
Il meurt en 1898.

## Œuvre architecturale
On lui doit en particulier à Pornichet :
- la villa Ar Bann, vers 1880 pour Henri Becquerel[3] ;
- la villa Fleurs de France[4] ;
- la villa Ker Gaïdic, vers 1880[5] ;
- l’hôtel dit Grand Hôtel de l'Océan, en 1884[6] ;
- la villa Ker Juliette[7].

Il reconstruit en partie le château de Tesson à Guérande à la fin du XIXe siècle.